# Фиџијска пругаста игуана
Brachylophus fasciatus је гмизавац из реда Squamata. 

## Угроженост
Ова врста се сматра угроженом.

## Распрострањење
Ареал врсте је ограничен на мањи број држава. 
Врста има станиште у Фиџију, Тонги и Вануатуу. Вештачки је уведена у Вануату.